# 亞拉臘平原的女孩
《亞拉臘平原的女孩》，是一部在1949年上映的亞美尼亞喜劇電影。

## 內容
季格蘭（季米特里·基皮亞尼飾）和阿努什（梅塔克亞·西莫尼揚飾）是一對年輕的情侶，他們各自是一座苏联集体农庄的領導人。但是，季格蘭工作時不覺有压力，因為他常依賴其他集体农庄的幫助；為了懲罰季格蘭依賴他人的態度，阿努什決定杯葛季格蘭，拒絕幫助他。結果，季格蘭在工作總結會上遭到撤職；他意識到自己的失敗，並轉為參與建設一座水力發電站。季格蘭最終成為工地裡最頂尖的工人。

## 反響
《亞美尼亞電影攝影業》一書認為，《亞拉臘平原的女孩》以蘇聯的勞動模式為主題，體現了電影所在的時代，例如電影插曲《葡萄採摘工人》和《農民》便是這樣的作品。在蘇聯作曲家聯盟的《蘇聯音樂》期刊中，有評論認為，阿紹特·薩特揚創作的電影插曲旋律優美，具表現力，而且渗入了民族音樂的元素。
雖然《亞拉臘平原的女孩》獲得以上的正面評價，但這部電影在互聯網電影數據庫上只獲得3.5分（滿分為10分，數據截至2015年11月）。

## 後續
亞美尼亞檔案館收錄了《亞拉臘平原的女孩》一片，使之得以流傳。這部電影亦曾在2007年的埃里溫國際電影節期間連續24小時上映。

## 外部連結
- 互联网电影数据库（IMDb）上《亞拉臘平原的女孩》的资料（英文）
- 電影的俄語版：YouTube上的Девушка Араратской долины / Արարատյան դաշտի աղջիկը / The Girl of Ararat Valley (1949) (RUS)